# Po-i-Kalyan
Po-i-Kalyan o Poi Kalyan (in uzbeco Poi Kalon, in persiano پای کلان‎ Pā-i Kalān, che significa "Ai piedi della Grande"), è un complesso religioso islamico situato intorno al minareto Kalyan a Bukhara, in Uzbekistan.

## Storia
Il complesso è situato nella parte storica della città. Dal 713, diversi complessi di moschee principali sono stati costruiti in questa zona, a sud della cittadella dell'Ark. Uno di questi complessi, incendiato da Gengis Khan durante l'assedio di Bukhara, era stato costruito nel 1121 dal sovrano karakhanide Arslan-Khan. Il minareto Kalyan è l'unica delle strutture del complesso antico che sopravvisse all'assedio.

## Il complesso
Il luogo in cui si trova il complesso Po-i-Kalyan è lo stesso sito di alcuni preesistenti edifici, completamente in rovina all'epoca della costruzione. In epoca pre-islamica vi era un tempio zoroastriano. Dal 713 qui, presso il sito a sud dell'Ark, diversi edifici della moschea principale sono stati costruiti e poi rasi al suolo, restaurati dopo gli incendi e le guerre. Nel 1127, il karakhanide Arslan-khan completò la costruzione della moschea con il minareto. La grandezza delle strutture sorprese Genghis Khan, che erroneamente credette che la moschea fosse un palazzo del khan. La moschea non fu risparmiata dal fuoco, e per molti anni dopo l'incendio rimase in rovina. Tutto ciò che rimase intatto della costruzione originale fu il minareto Kalyan.
Il fatto che il governatore di Bukhara nel 1514 abbia costruito questa grande moschea, potrebbe derivare dall'intenzione di voler rivaleggiare con il simbolo regale di Samarcanda - la moschea di Bibi-Khanym, con il disegno di rendere Bukhara la capitale dello stato shaibanide. Con la costruzione della moschea di Kalyan, Ubaidullah-Sultan diede inizio alla formazione di una nuova capitale, anziché combattere per il dominio su Samarcanda, che era sempre stata ostile agli Shaibanidi.

## Architetture

### Il minareto Kalyan
Il minareto Kalyan (in persiano o tagiko: "Grande Minareto") è noto anche come la Torre della Morte, perché per secoli i criminali furono giustiziati venendo precipitati dalla sommità.

### Moschea Kalyan
La moschea Kalyan (Maedjid-i Kalyan) è stata completata intorno al 1514, durante il Khanato di Bukhara. È uguale per dimensioni alla moschea di Bibi-Khanym a Samarcanda. Le due moschee sono molto diverse per stili architettonici. Il tetto delle gallerie che circondano il cortile interno della moschea ha 288 cupole poggianti su 208 pilastri. Di fronte al cortile vi è un alto iwan piastrellato, per l'ingresso alla sala di preghiera principale. La moschea è sormontata da una grande cupola in maiolica blu.

### Madrasa Mir-i Arab (1535-1536)
La costruzione della madrasa Mir-i Arab è attribuita allo sceicco Abdullah Yamani, originario dello Yemen. Chiamato anche Mir-i-Arab, era considerato il mentore spirituale di Ubaidullah-Khan e suo figlio Abdul-Aziz-Khan.

## Galleria d'immagini

Cortile interno della moschea Kalyan, parte del complesso di Po-i-Kalyan
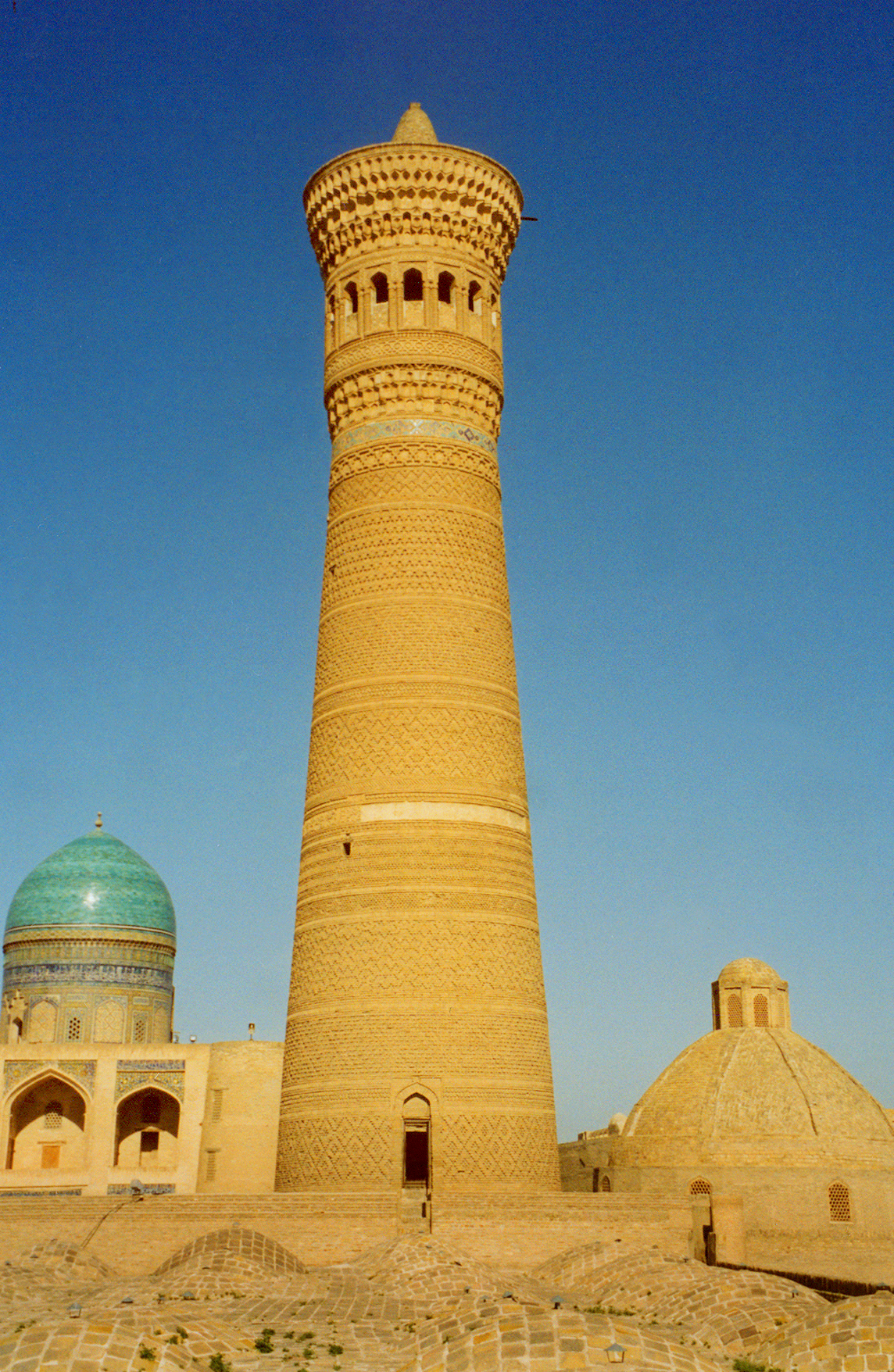
Il minareto Kalyan
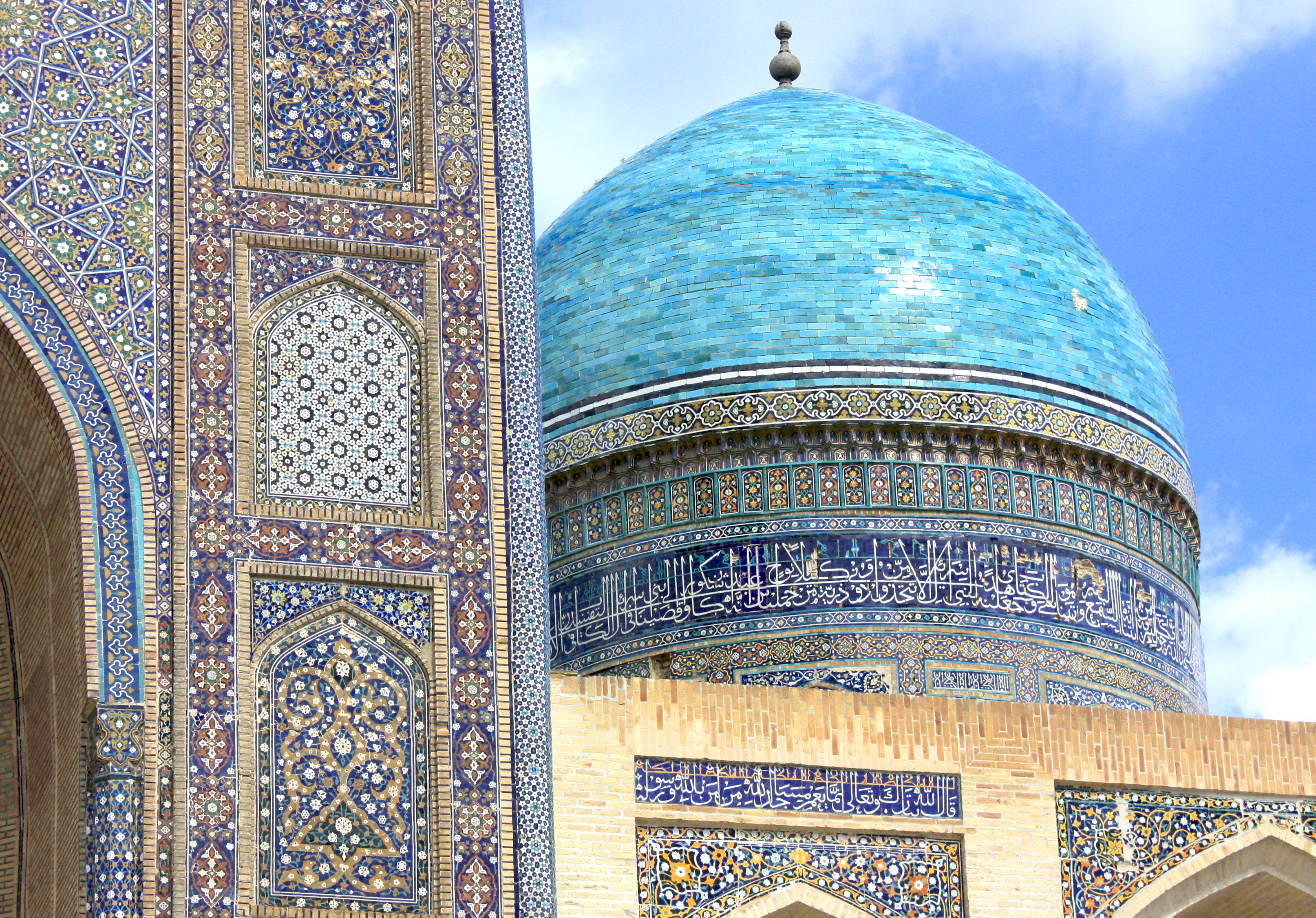
Una vista dell'intricata decorazione sulla madrasa Mir-i-Arab.